# تريفور مور (متسابق يخت)
تريفور مور (بالإنجليزية: Trevor Moore)‏ هو متسابق يخت أمريكي، ولد في 13 أغسطس 1984 في بوسطن في الولايات المتحدة.

## روابط خارجية
- تريفور مور على موقع أوليمبيديا (الإنجليزية)